# Великоселье (Крым)
Великосе́лье (до 1948 года Таганашми́н, Тогана́ш-Мин; укр. Великосілля, крымскотат. Toğanaş Miñ, Тогъанаш Минъ) — село в Нижнегорском районе Республики Крым, административно входит в состав Чкаловского сельского поселения (согласно административно-территориальному делению Украины — Чкаловского сельского совета Автономной Республики Крым).

## Население
| 2001 | 2014 |
| ---- | ---- |
| 634  | ↘346 |

Всеукраинская перепись 2001 года показала следующее распределение по носителям языка
| Язык             | Процент |
| ---------------- | ------- |
| русский          | 64.51   |
| крымскотатарский | 18.14   |
| украинский       | 17.03   |
| другие           | 0.16    |

### Динамика численности
| - 1805 год — 106 чел. - 1864 год — 33 чел. - 1889 год — 219 чел. - 1897 год — 610 чел. - 1902 год — 507 чел. - 1915 год — 658/93 чел. | - 1926 год — 834 чел. - 1939 год — 618 чел. - 2001 год — 634 чел. - 2009 год — 582 чел. - 2014 год — 346 чел. |

## Современное состояние
На 2017 год в Великоселье числится 3 улицы; площадь, занимаемая селом, 101,6 гектара, на которой в 195 дворах, по данным сельсовета на 2009 год, числилось 582 жителя. В селе действуют начальная школа-детский сад, фельдшерско-акушерский пункт, сельский дом
культуры. Великоселье связано автобусным сообщением с Симферополем, райцентром и соседними населёнными пунктами.

## География
Великоселье расположено в северной части района, в степном Крыму, у истока балки Великосельская, в настоящее — главный коллектор № 11 Северо-Крымского канала. Примерно в 3 километрах к юго-западу находилось исчезнувшее село Амур
Высота центра села над уровнем моря 11 м. Расстояние до Нижнегорского около 34 километров (по шоссе), ближайшая железнодорожная станция — Азовская (на линии Джанкой — Феодосия) — примерно в 16 километрах, Сиваш примерно в 13 километрах. Транспортное сообщение осуществляется по региональной автодороге 35Н-167 Азовское — Любимовка (по украинской классификации — С-0-10443).

## Название
Историческое название села — Тоганаш-Мин, в документах второй половины XIX — начала XX века встречается, в основном, русифицированный вариант написания Таганашмин. Название состоит из двух компонентов. Первый — Тоганаш (крымскотат. Toğanaş) — представляет собой тюркское личное имя, которое можно перевести на русский язык как «соколик» (образовано от крымскотатарского слова toğan — «сокол» с помощью вышедшего ныне из употребления уменьшительного аффикса -aş). Второй компонент — Мин (крымскотат. Miñ) — означает в переводе со степного диалекта крымскотатарского языка «тысяча» и восходит, в данном случае, к названию кыпчакского родоплеменного объединения. Это название встречается и в составе других крымских топонимов: Карамин, Сарай-Мин, Джага-Мин, Биюк- и Кучук-Мин, Мин-Джаба, Минлер, Минлерчик. Написание Таганашмин распространилось во второй половине XIX века, когда село было заселено русскими, из-за того, что в русском языке безударное о произносится как а.

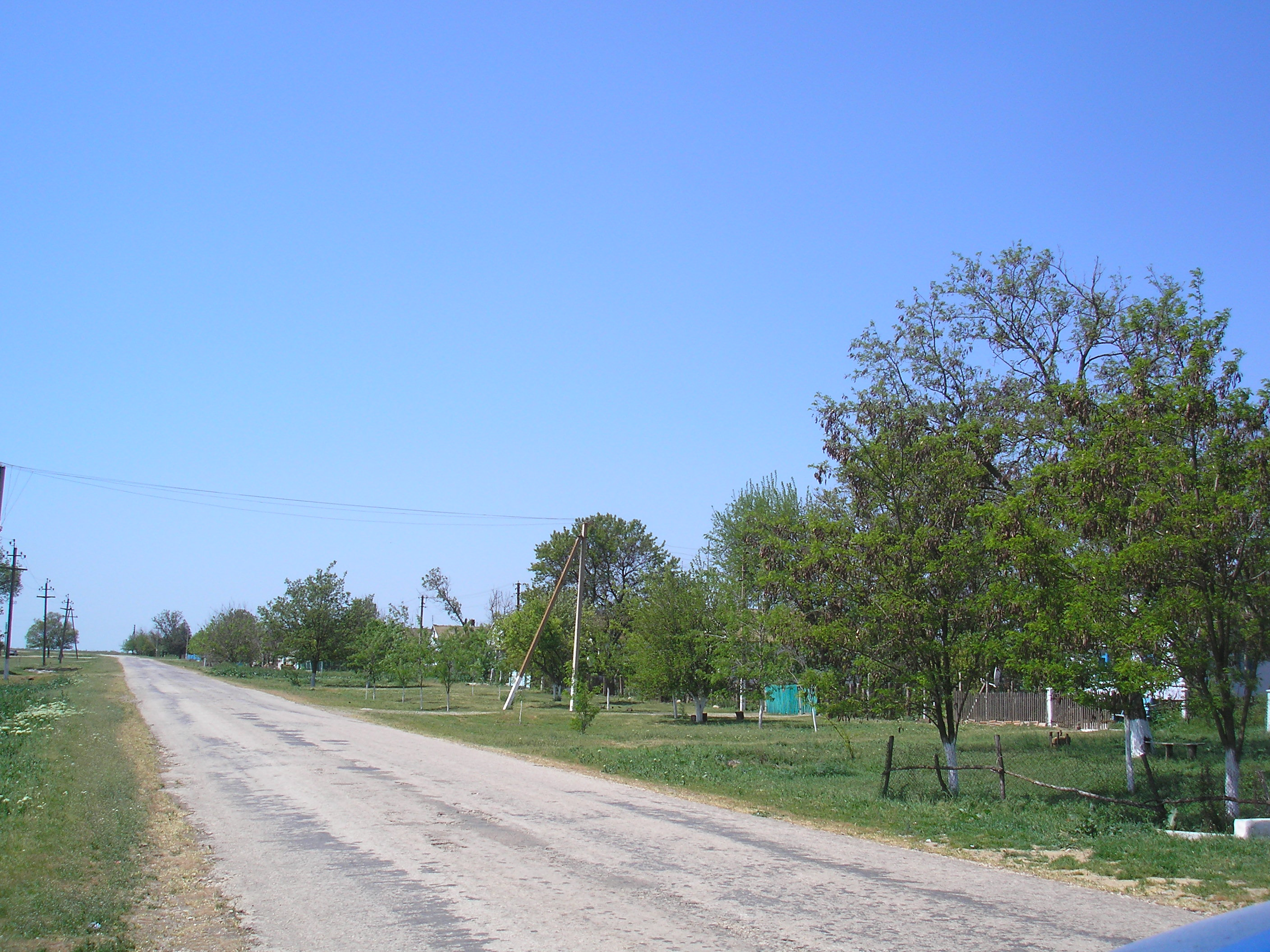

## История
В известных документах времён Крымского ханства Таганашмин не упоминается, в Камеральном Описании Крыма 1784 года записана деревня Тоган Эли Дип Чонгарскаго кадылыка Карасъбазарскаго каймаканства. После присоединения Крыма к России (8) 19 апреля 1783 года, (8) 19 февраля 1784 года, именным указом Екатерины II сенату, на территории бывшего Крымского Ханства была образована Таврическая область и деревня была приписана к Перекопскому уезду. После Павловских реформ, с 1796 по 1802 год, входила в Перекопский уезд Новороссийской губернии. По новому административному делению, после создания 8 (20) октября 1802 года Таврической губернии, Таганашмин был определён центром Таганашминской волости Перекопского уезда.
Согласно Ведомости о всех селениях, в Перекопском уезде состоящих с показанием в которой волости сколько числом дворов и душ… от 21 октября 1805 года, в Таганашмине в 19 домах и при мечети проживало 102 крымских татарина и 4-ро ясыров. На военно-топографической карте генерал-майора Мухина 1817 года в деревне Тогонаш обозначено 15 дворов. В 1829 году, в результате административной реформы, Таганашминская волость была ликвидирована, а деревню, согласно «Ведомости о казённых волостях Таврической губернии 1829 года», прикрепили к Башкирицкой волости (переименованной из Таганашминской). На карте 1836 года в деревне Биюк-Таганашмин 18 дворов, а в Кучук-Таганашмине — 9. Таганашмин пустел, видимо, вследствие какой-то из многочисленных в XIX веке эмиграций крымских татар в Турцию и на карте 1842 года обозначены опять два Таганашмина — Биюк и Кучук, оба условным знаком «малая деревня менее 5 дворов».

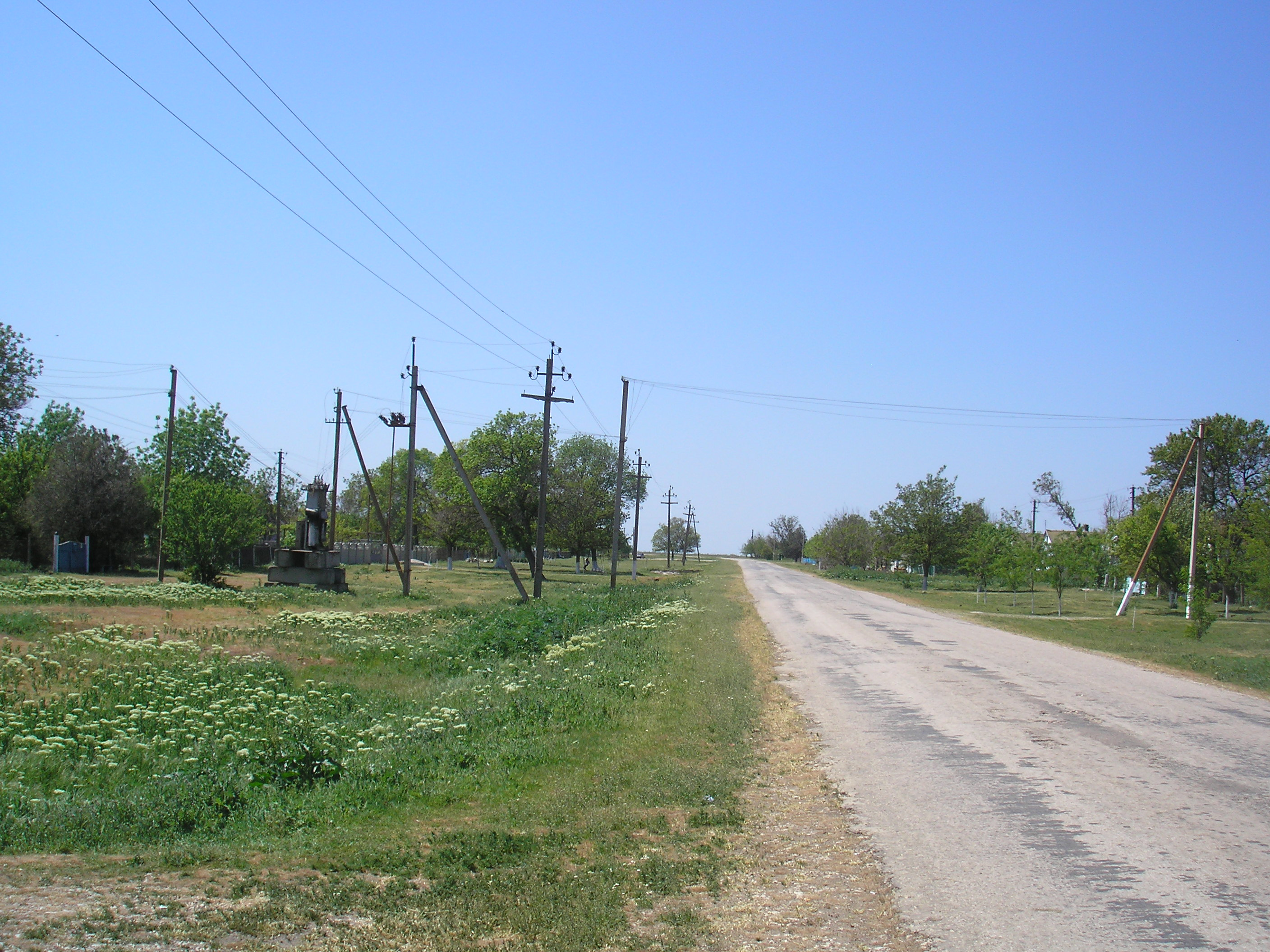

В 1860-х годах, после земской реформы Александра II, деревню включили в состав Владиславской волости. Согласно «Списку населённых мест Таврической губернии по сведениям 1864 года», составленному по результатам VIII ревизии 1864 года,  Сейтлер — владельческая татарская деревня с 8 дворами и 25 жителями при реке Салгире и примечанием, что на военно-топографической карте два отдельных участка: Биюк-Тоганаш-Мин и Кучук-Тоганаш-Мин. По обследованиям профессора А. Н. Козловского начала 1860-х годов, в селении вода в колодцах глубиной от 1,5—3 до 5 саженей (от 2 до 10 м) была частью солоноватая, а частью солёная. Согласно «Памятной книжке Таврической губернии за 1867 год», деревня была покинута жителями, ввиду эмиграции крымских татар, особенно массовой после Крымской войны 1853—1856 годов, в Турцию и остаётся в развалинах. На трёхверстовой карте Шуберта 1865 года ещё обозначены Биюк-Тоганаш-Мин и, находящийся в 1,5 километрах к востоку Кучук-Тоганаш-Мин, а на карте, с корректурой 1876 года — хутор Тоганаш Мин с 1 двором. К 1886 году Владиславская волость была упразднена и согласно «Памятной книге Таврической губернии 1889 года» в деревне Байгончекской волости числилось уже 33 двора и 219 жителей.
После земской реформы 1890 года Таганашмин отнесли к Ак-Шеихской волости. Перепись 1897 года зафиксировала в деревне 610 жителей, из них 548 православных. По «…Памятной книжке Таврической губернии на 1900 год» в Александровке, она же Таганашмин, числилось 507 жителей в 35 дворах. На 1914 год в селении действовала земская школа. По Статистическому справочнику Таврической губернии. Ч.II-я. Статистический очерк, выпуск пятый Перекопский уезд, 1915 год, в деревне Ново-Александровка, (она же Таганашмин) Ак-Шеихской волости Перекопского уезда числилось 90 дворов (все со своей землёй) с русским населением в количестве 658 человек приписных жителей и 93 — «посторонних» (390 мужчин и 361 женщина), владевших 35470 десятинами удобной земли и 100 десятинами неудобий и имевших в хозяйствах 732 лошади, 412 волов, 250 коров, 175 жеребят и телят и 2800 голов мелкого скота. На 1917 год в селении действовало почтовое отделение.
После установления в Крыму Советской власти, по постановлению Крымревкома от 8 января 1921 года № 206 «Об изменении административных границ» была упразднена волостная система, Перекопский уезд переименовали в Джанкойский, в составе которого был создан Джанкойский район. В 1922 году уезды преобразовали в округа. 11 октября 1923 года, согласно постановлению ВЦИК, в административное деление Крымской АССР были внесены изменения, в результате которых округа были отменены и Джанкойский район стал основной административной единицей и село включили в его состав. Согласно Списку населённых пунктов Крымской АССР по Всесоюзной переписи 17 декабря 1926 года, в селе Таганашмин, Таганашского сельсовета Джанкойского района, числилось 163 двора, из них 142 крестьянских, население составляло 834 человека, из них 789 русских, 31 украинец, 5 греков, 2 эстонца, 1 немец, 1 болгарин, 1 чех, 4 записаны в графе «прочие», действовала русская школа. Постановлением Президиума КрымЦИКа «Об образовании новой административной территориальной сети Крымской АССР» от 26 января 1935 года был создан Колайский район (указом Президиума Верховного Совета РСФСР от 14 декабря 1944 года переименованный в Азовский) и Таганашмин, вместе с сельсоветом, переподчинили новому району. По данным всесоюзная перепись населения 1939 года в селе проживало 618 человек.
В 1944 году, после освобождения Крыма от фашистов, 12 августа 1944 года было принято постановление № ГОКО-6372с «О переселении колхозников в районы Крыма» и в сентябре 1944 года в Азовский район Крыма приехали первые новоселы (162 семьи) из Житомирской области, а в начале 1950-х годов последовала вторая волна переселенцев из различных областей Украины. С 25 июня 1946 года Таганашмин в составе Крымской области РСФСР. Указом Президиума от 18 мая 1948 года Таганашмин переименован в Великоселье. 26 апреля 1954 года Крымская область была передана из состава РСФСР в состав УССР. Время включения в Ковровский сельсовет пока не установлено: на 15 июня 1960 года село уже в его составе.
В 1962 году, согласно указу Президиума Верховного Совета УССР «Об укрупнении сельских районов Крымской области», от 30 декабря 1962, Азовский район был включён в состав Джанкойского, а 1 января 1965 года, указом Президиума ВС УССР «О внесении изменений в административное районирование УССР — по Крымской области», был вновь образован Нижнегорский район, в состав которого вошло Великоселье. В 1974 году из Ковровского сельсовета был выделен Чкаловский, к которому отнесли Великоселье. С 12 февраля 1991 года село в восстановленной Крымской АССР, 26 февраля 1992 года переименованной в Автономную Республику Крым. С 21 марта 2014 года в составе Крыма аннексировано Россией.